# Фуро
Фуро (яп. 風呂) або офуро (яп. お風呂) — це японська ванна (або ванна кімната). Зокрема, це тип ванни, яка виникла як коротка дерев'яна ванна з крутими стінками. Ванни цього типу можуть бути знайдені по всій Японії в будинках, квартирах та традиційних японських готелях (рьоканах), але зараз вони зазвичай виготовляються з пластику або нержавіючої сталі.

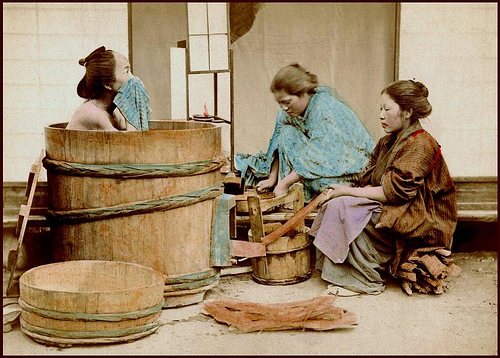
Самурай приймає ванну.

Фуро відрізняється від звичайної західної ванни глибшою конструкцією, як правило, близько 60 см. Сторони, як правило, квадратні, а не похилі. Зазвичай, вони не мають переливного стоку. Традиційне чавунне фуро у формі горщика нагрівався за допомогою вбудованої під ним дров'яної печі.
Фуро (або юбуне (яп. 湯 船), що конкретно стосується ванни з водою) зазвичай залишають заповненою водою на ніч, в деяких домогосподарствах вода повторно використовується, наприклад, для прання одягу на наступний день. Звичаєм було користуватися однією і тією ж водою для купання більше одного члена сім'ї, а тому для японців перед входом у ванну важливо було бути повністю чистим.
Фуро є частиною японського ритуалу купання, призначеного не для вмивання, а для розслаблення та зігрівання. Миття проводиться окремо поза юбуне. Людина повинна була потрапляти у воду вже чистою. Як правило, сучасні японські ванні кімнати невеликі за західними стандартами, тому ванна кімната обладнана майже як душова кабіна, але містить фуро. В сучасних будівлях і рьоканах опалення забезпечується кондиціонером розміщеним над головою. Вода гаряча, зазвичай приблизно від 38 до 42°C.
Сучасне фуро може бути виготовленим з акрилу. Деякі сучасні фуро оснащені системою рециркуляції (яп. oidaki), яка фільтрує та повторно нагріває воду. Розкішні моделі фуро все ще виготовляються з традиційних або дорогих порід дерева, таких як хінокі, і можуть бути модернізовані фурнітурою західного стилю. Вони використовуються як фірмові вироби архітекторами та дизайнерами інтер'єру на міжнародному рівні.

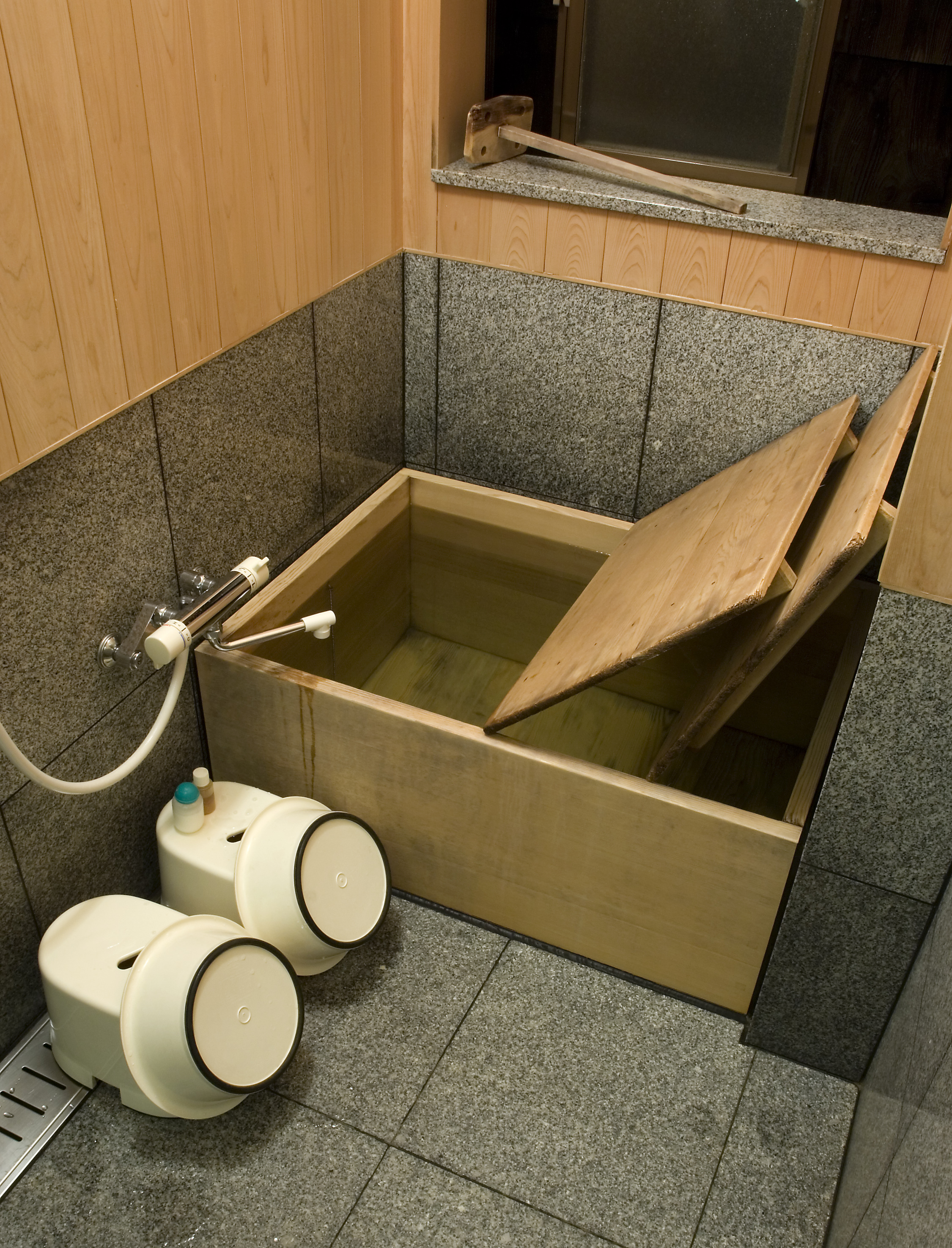
Традиційне приватне фуро в рьокані в Кіото
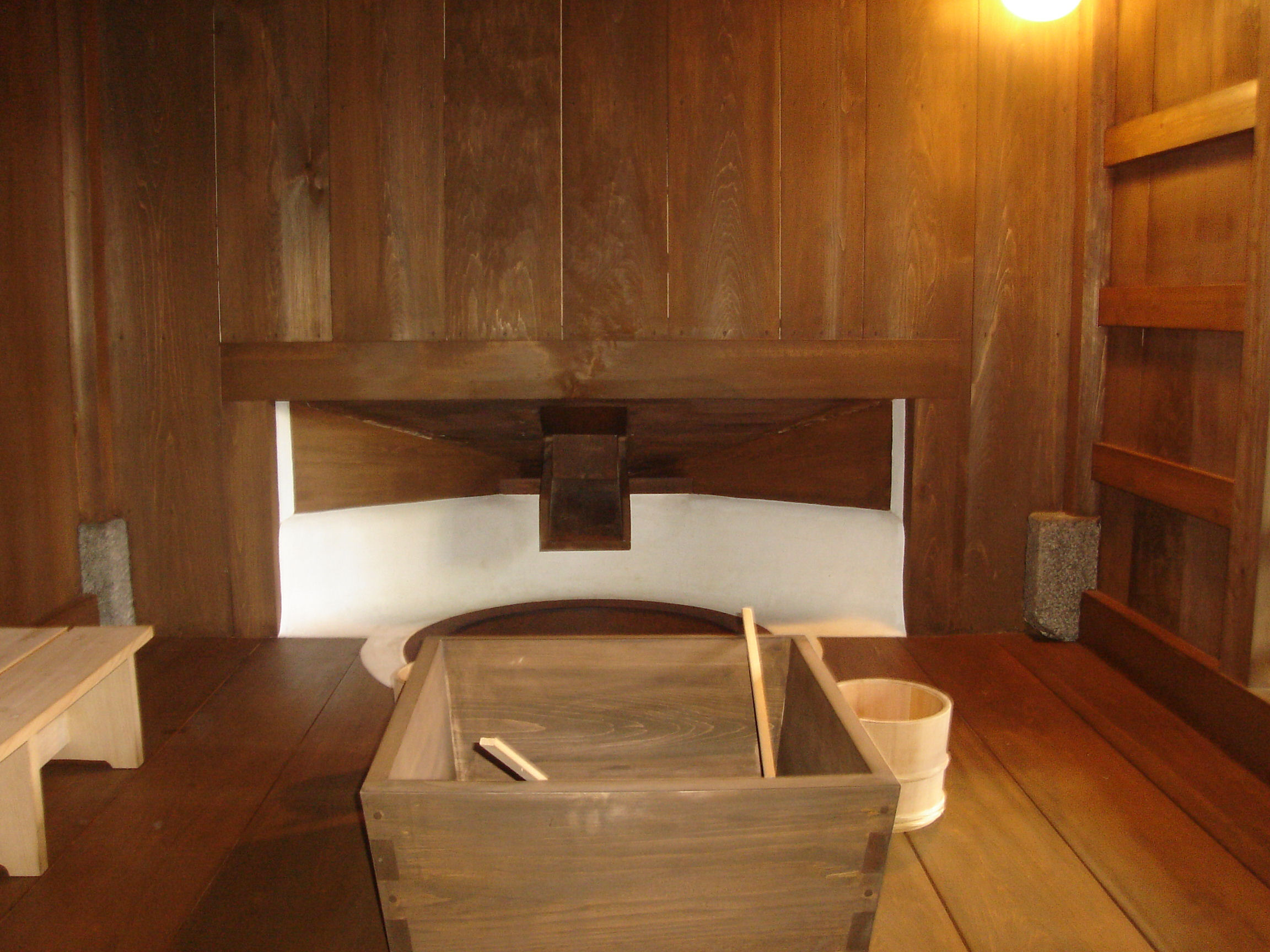
Сенміо (宣 明), фуро в Шококу-дзі (побудоване в 1400, реконструоване в 1596) в Кіото, Японія.
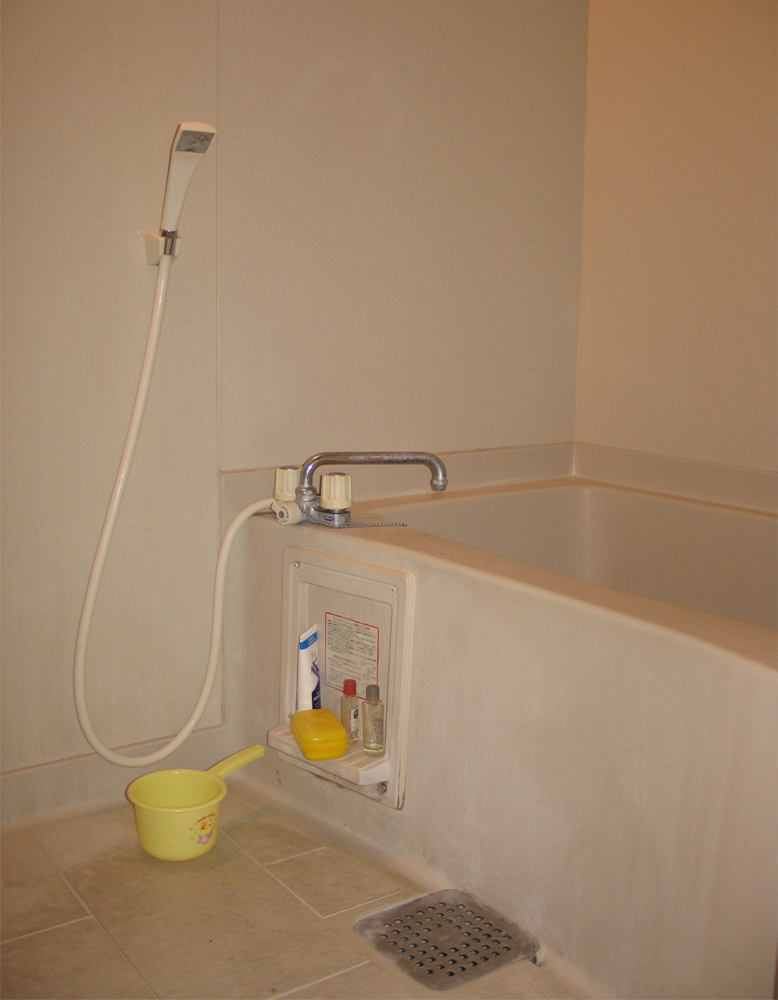
Сучасне акрилове фуро в японській квартирі.